# Уран-234
Ура́н-234 (англ. uranium-234), историческое название ура́н два (лат. Uranium II, обозначается символом UII) — радиоактивный нуклид химического элемента урана с атомным номером 92 и массовым числом 234. Изотопная распространённость урана-234 в природе составляет 0,0055(2) %. Является членом радиоактивного семейства 4n+2, называемого рядом урана-радия. Был открыт в 1939 году Альфредом Ниром.
Период полураспада — 245 тыс. лет. Активность одного грамма этого нуклида составляет приблизительно 230,22 МБк.

## Образование и распад
Уран-234 образуется в результате следующих распадов:
- β+-распад нуклида 234Np (период полураспада составляет 4,4(1)[2] суток):

{\displaystyle \mathrm {^{234}_{93}Np} \rightarrow \mathrm {~_{92}^{234}U} +e^{+}+{\nu }_{e};}
- β−-распад нуклида 234Pa (период полураспада составляет 6,70(5)[2] ч):

{\displaystyle \mathrm {^{234}_{91}Pa} \rightarrow \mathrm {^{234}_{92}U} +e^{-}+{\bar {\nu }}_{e};}
- α-распад нуклида 238Pu (период полураспада составляет 87,7(1)[2] года):

{\displaystyle \mathrm {^{238}_{94}Pu} \rightarrow \mathrm {^{234}_{92}U} +\mathrm {^{4}_{2}He} .}
Распад урана-234 происходит по следующим направлениям:
- α-распад в 230Th (вероятность 100 %[2], энергия распада 4 857,7(7) кэВ[1]):

{\displaystyle \mathrm {^{234}_{92}U} \rightarrow \mathrm {^{230}_{90}Th} +\mathrm {^{4}_{2}He} ;}
энергия испускаемых α-частиц 4 722,4 кэВ (в 28,42 % случаев) и 4 774,6 кэВ (в 71,38 % случаев).
- Спонтанное деление (вероятность 1,73(10)⋅10−9 %)[2].
- Кластерный распад с образованием нуклида 28Mg (вероятность распада 1,4(3)⋅10−11 %[2], по другим данным 3,9(10)⋅10−11 %[5]):

{\displaystyle \mathrm {^{234}_{92}U} \rightarrow \mathrm {^{206}_{80}Hg} +\mathrm {^{28}_{12}Mg} .}
- Кластерный распад с образованием нуклидов 24Ne и 26Ne (вероятность распада 9(7)⋅10−12 %[2], по другим данным 2,3(7)⋅10−11 %[5]):

{\displaystyle \mathrm {^{234}_{92}U} \rightarrow \mathrm {^{210}_{82}Pb} +\mathrm {^{24}_{10}Ne} ;}
{\displaystyle \mathrm {^{234}_{92}U} \rightarrow \mathrm {^{208}_{82}Pb} +\mathrm {^{26}_{10}Ne} .}

## Изомеры
Известен единственный изомер 234mU со следующими характеристиками:
- Избыток массы: 39 567,9(18) кэВ
- Энергия возбуждения: 1 421,32(10) кэВ
- Период полураспада: 33,5(20) мкc
- Спин и чётность ядра: 6−

## Применение
Несмотря на крайне низкое массовое содержание, активность урана-234 в природном уране практически равна активности его долгоживущего предшественника по цепочке распада, урана-238, составляющего более 99 % массы природного урана, поскольку уран-234 и уран-238 находятся в равновесии. Соответственно уран-234 и уран-238 вносят каждый более 49 % в общую активность урана природного происхождения. При изготовлении топлива для ядерных установок (АЭС и т. п.) природный уран претерпевает процесс обогащения с целью повысить содержание урана-235. При этом относительное содержание урана-234, как ещё более лёгкого изотопа, повышается в ещё большей степени. Хотя массовое содержание урана-234 остаётся на уровне сотых долей процента, его активность становится преобладающей. Именно поэтому обогащённый уран с санитарно-гигиенической точки зрения рассматривается как уран-234.
Самостоятельное применение урана-234 весьма ограничено и связано в основном с его отмеченной выше особенностью. Главным образом он используется в контрольных радиоактивных источниках для калибровки радиометров, применяемых при радиационном мониторинге обогащённого урана.
В 1953 году В. В. Чердынцев и П. И. Чалов обнаружили увеличения отношения активностей изотопов 234U к 238U при переходе из твердой фазы в жидкую. Это открытие зарегистрировано в Государственном реестре открытий как эффект Чердынцева-Чалова.
Неравновесность отношений четных изотопов урана широко используется в гидрогеологии.